# Orchimont
Orchimont is een dorpje in de Belgische provincie Namen en een deelgemeente van Vresse-sur-Semois. Het dorpje ligt een tweetal kilometer ten noorden van het centrum van Vresse en de rivier de Semois, in een bosrijke omgeving tegen de Franse grens. Nabij de Franse grens ligt het gehuchtje Hérisson. Tot 1 januari 1977 was het een zelfstandige gemeente.

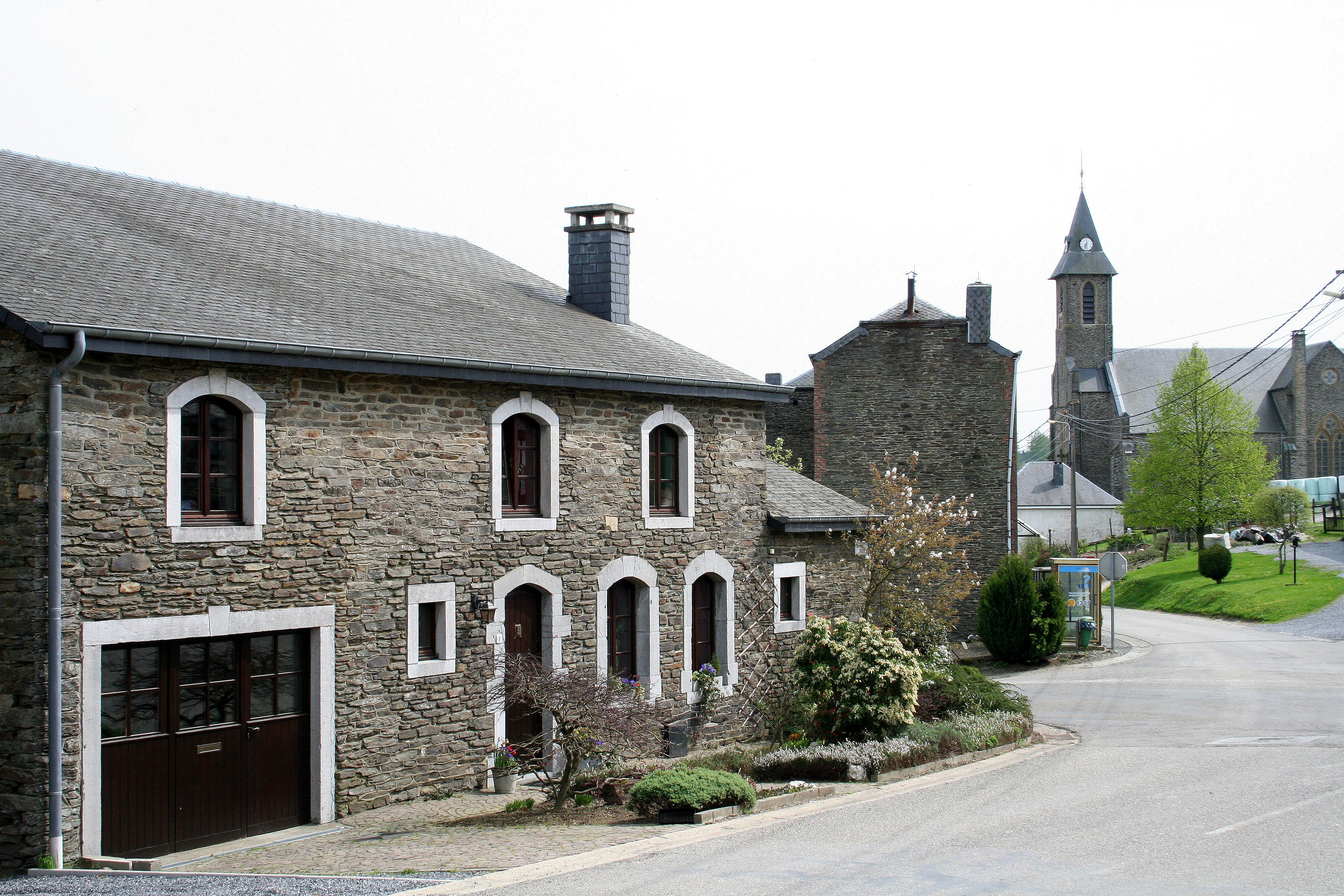
Uitzicht op Orchimont

## Geschiedenis
De naam Orchimont zou etymologisch Mont-des-Ours betekenen. Het plaatsje was in de middeleeuwen een stadje, met omwallingen en een versterkte burcht. In 1635 viel het leger van Lodewijk XIII de Spaanse Nederlanden binnen. Op 11 mei viel Orchimont; het kasteel werd vernield en niet meer heropgericht. Bij de aanleg van een weg in 1878 vernietigde verder de historische site.

## Demografische ontwikkeling
- Bronnen:NIS, Opm:1831 tot en met 1970=volkstellingen, 1976= inwoneraantal op 31 december

## Bezienswaardigheden
- De Église Saint-Martin
- De Moulin d'Orchimont, een watermolen op de bovenloop van het riviertje de Vresse.
- Le Camp du Maquis des Blaireaux, een overblijfsel van een verzetskamp uit de Tweede Wereldoorlog, gelegen in de bossen rond Orchimont.

Deelgemeenten: Alle · Bagimont · Bohan · Chairière · Laforêt · Membre · Mouzaive · Nafraiture · Orchimont · Pussemange · Sugny · Vresse

Overige kern: Hérisson

Belgische gemeenten · arrondissement Dinant · provincie Namen · Wallonië